# 角山栄
角山 栄（角山 榮、つのやま さかえ、1921年11月7日 - 2014年10月15日）は、日本の経済史家。和歌山大学学長や堺市博物館館長を務めた。専攻はイギリス近代経済史。

## 来歴・人物
大阪府大阪市出身で、幼少期は堺市で育った。市岡中学校（旧制）、旧制大阪高等学校を経て、1945年（昭和20年）に京都帝国大学経済学部卒業。1950年（昭和25年）和歌山大学経済学部助教授。1961年（昭和36年）「イギリス毛織物工業史論」で経済学博士（京都大学）。和歌山大学経済学部教授、1967年（昭和42年）-1968年（昭和43年）経済学部長、1975年（昭和50年）4-7月学長、1986年（昭和61年）定年退官、名誉教授。その後は奈良産業大学教授を経て、1993年（平成5年）から2008年まで堺市博物館長を務めた。1992年（平成4年）平和堂貿易より時の功労賞、1997年（平成9年）秋、勲二等瑞宝章受勲。

### 時間を中心とした日本の合理化と美
『茶の世界史』において、日本茶の生活様式と美にあこがれ、イギリスなど西洋諸国がどのようにして海外を目指し、交易し、世界を植民地化していったかが書かれている。
また、『時計の社会史』において、機械式時計がつくられたのは日本と西欧だけであり、当時の日本の技術水準の高さを指摘している。それだけでなく、2時間に一度の時を告げる鐘や、線香での時間の計測、旅行での日時計が旅人の必須の用具であることを示した。こうして、江戸の文化は、正確な時刻に基づいて設計され、動いていたことをしました。

### 文化人類学の経済学
京都大学人文科学研究所に桑原武夫、今西錦司、梅棹忠夫など新京都学派が集まり、フィールドワークを含む学際的な研究に取り組んでいた。とくに角山は世界全体での交易の中に産業革命を含む歴史を位置づける部会に関わり、柳田国男の系列といえる民俗学と、文化と社会構造を研究する文化人類学の共同研究「茶の文化に関する総合的研究」により、生活を学問の対象とする「生活史」の領域での経済分野を確立し、基盤を築いた。
大塚史学への批判
大塚久雄の歴史学（大塚史学）の批判者でも著名だった。批判の要点は、イングランドの国内的事情が産業革命をもたらした点は、大塚に同意する。しかし、もう一つ重要な点があるとした。それは、海外からの原綿の輸入、そして、インドの当時としては世界最高の技術や日本の茶の湯へのあこがれなどの海外の要因が、産業革命をもたらすもう一つの要因になり、それに立ち向かい打ち破ると言う望み、が産業革命をもたらすもう一つの要因になった、とした。
2014年10月15日にがんで死去した。92歳没。叙正四位。

## 著書
- 『文芸復興より啓蒙思想え 近世西洋文化史』関書院 1949
- 『資本主義の成立過程』ミネルヴァ書房（社会科学選書）1956
- 『イギリス絶対主義の構造』ミネルヴァ書房 1958
- 『イギリス毛織物工業史論 初期資本主義の構造』ミネルヴァ書房 1960
- 『産業革命の群像 現代社会の原点をさぐる』清水書院「センチュリーブックス」1971、新版1984
- 『茶の世界史 緑茶の文化と紅茶の社会』中公新書 1980、改版2017
- 『時計の社会史』中公新書 1984
  - 『時計の社会史』吉川弘文館「読みなおす日本史」、2014 ※改訂版
- 『辛さの文化 甘さの文化』同文館出版 1987
- 『「通商国家」日本の情報戦略 領事報告をよむ』日本放送出版協会（NHKブックス）1988
  - 『「通商国家」日本の情報戦略 領事報告をよむ』吉川弘文館「読みなおす日本史」、2018 ※改訂版
- 『シンデレラの時計 人びとの暮らしと時間』ポプラ社 1992、新版1996 のち平凡社ライブラリー
- 『アジアルネサンス 勃興する新・都市型文明』PHP研究所 1995。選書版
- 『時間革命』新書館 1998
- 『堺 海の都市文明』PHP新書 2000
- 『「生活史」の発見 フィールドワークで見る世界』中央公論新社 2001
- 『茶ともてなしの文化』NTT出版 2005
- 『新しい歴史像を探し求めて』ミネルヴァ書房：シリーズ「自伝」、2010

## 共編著
- 経済史学 東洋経済新報社 1970（経済学入門叢書）
- 図説経済学体系 8 西洋経済史 学文社 1971
- 生活の世界歴史 10 産業革命と民衆 河出書房新社 1975 のち新版、河出文庫
- 図説西洋経済史 学文社 1977.11（図説経済学体系）
- 路地裏の大英帝国 イギリス都市生活史 川北稔共編 平凡社 1982.2 のち同ライブラリー
- 日本領事報告の研究 同文館出版 1986.12（京都大学人文科学研究所研究報告）
- 日本のお茶3 お茶と文化 ぎょうせい 1988

## 翻訳
- 世界経済史 工業化の現代史 ヒューズ 共訳 マグロウヒル好学社 1977.9

## 関連人物
- 梅棹忠夫
- 速水融
- 川勝平太
- 川北稔
- 高嶋雅明
- 村岡健次